# 肅川郡
肅川郡（：／ Sukchŏn gun */?）是朝鮮民主主義人民共和國平安南道西部的一個郡，位於十二三千里平原南部，西臨西朝鮮灣。面積418.96平方公里，2008年人口178,509人。下分1邑、1勞動者區、20里。

## 位置及地形
北边与文德郡和安州市接壤，东边与順川市和平城市接壤，南方则是与平原郡接壤。

## 歷史
939年築肅州城，11世紀改稱肅川。朝鮮王朝時期，在1416年升為都護府，1895年改編成為肅川郡。1914年被併入平原郡。
韓戰時的1950年10月，肅川郡為聯合國軍隊所佔領。1952年，北韓行政區劃改編，把原被併入平原郡的숙천면·조운면·해소면·서해면·검산면·동송면 及 룡호면的 11個里分離出來，恢復成為肅川郡，領有1邑20里。

## 行政區劃
숙천군은 1읍(숙천읍), 1구(남양로동자구), 20리(흥오리, 장흥리, 룡덕리, 검흥리, 대성리, 검산리, 백암리, 평화리, 쌍운리, 금풍리, 해빛리, 신흥리, 약전리, 사산리, 칠리리, 광천리, 창동리, 송덕리, 운정리)로 구성되어있다.

## 教育
- 肅川農業大學

## 外部連結
- [肅川郡地圖]. 中央日報(중앙일보).   [2011-07-25]. （原始内容存档于2013-10-24） （韩语）.